# Øystein Mæland

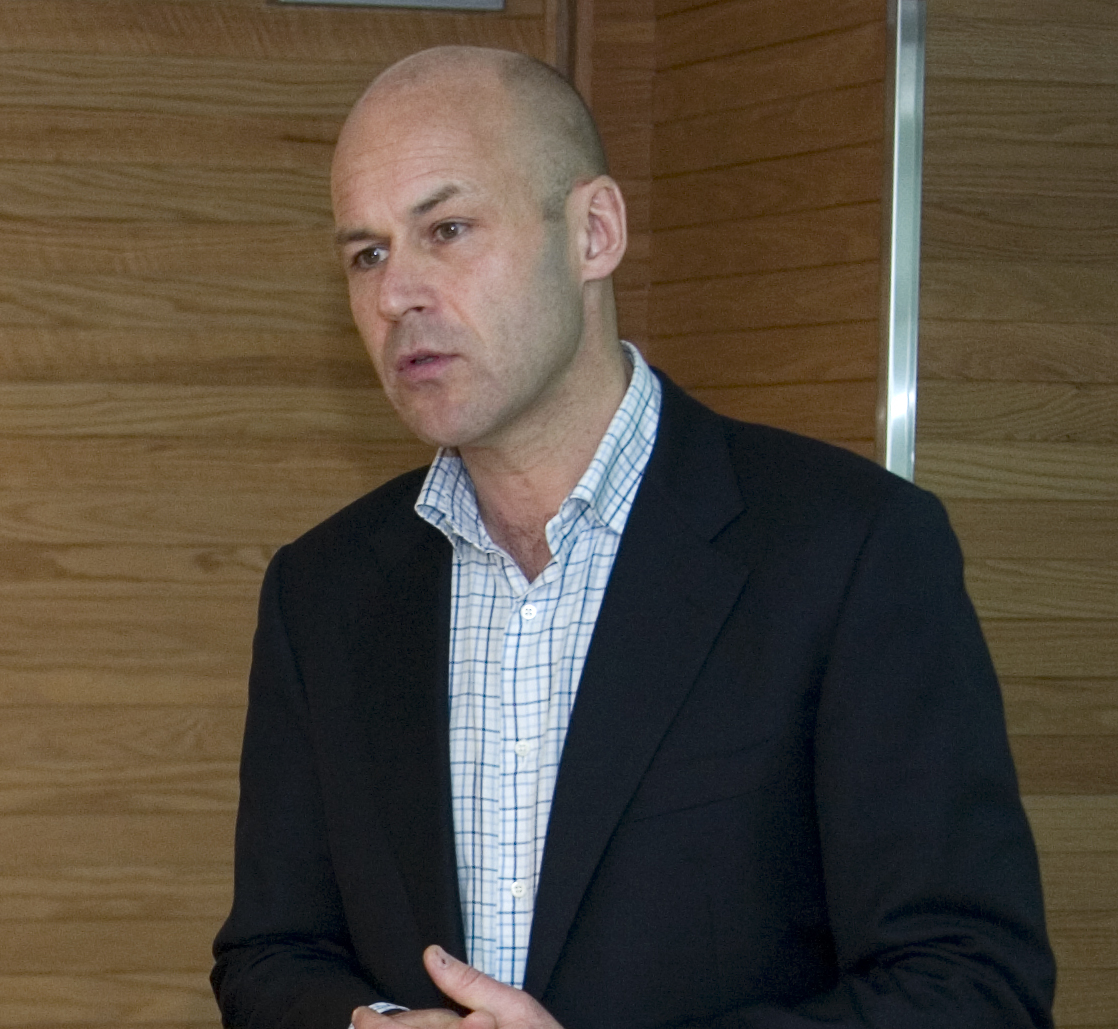
Øystein Mæland

Øystein Mæland (* 26. März 1960 in Rjukan) ist ein norwegischer Mediziner und Politiker der sozialdemokratischen Arbeiderpartiet. Vom 20. Juni 2011 bis zum 16. August 2012 war er Präsident des Politidirektorats. Der Behörde, die direkt dem norwegischen Justiz- und Polizeiministerium unterstellt ist, obliegt die fachliche Leitung, Steuerung und Entwicklung der norwegischen Polizei. Nach Kritik einer Expertenkommission am Polizeieinsatz in Zusammenhang mit den Anschlägen in Norwegen trat Mæland mit sofortiger Wirkung von diesem Amt zurück.

## Leben

### Berufliche Karriere
Nach seinem Abitur begann Øystein Mæland ein Studium der Medizin und Kriminologie, das er 1986 mit einem medizinischen Staatsexamen abschloss. Von 1989 bis 1994 und von 1997 bis 2000 war er als Arzt tätig. Im Jahr 2000 erhielt er seine Anerkennung als Facharzt auf dem Gebiet der Psychiatrie. Zwischen 2002 und 2004 war er Oberarzt am Aker Universitätskrankenhaus (Aker universitetssykehus) in Oslo. 2004 übernahm er die Leitung der Psychiatrischen Abteilung des Ullevål-Universitätsklinikums, des damals größten Krankenhauses in Norwegen. Nachdem verschiedene, zuvor selbstständig arbeitende Universitätskliniken 2009 zum Osloer Universitätskrankenhaus (Oslo universitetssykehus) fusioniert hatten, wurde Mæland Direktor der dortigen Klinik für psychische Gesundheit und Abhängigkeitserkrankungen (Klinikk for psykisk helse og avhengighet).

### Politische Karriere
Von 1979 bis 1982 leitete Øystein Mæland den Osloer Ortsverband der sozialdemokratischen Jugendorganisation Arbeidernes Ungdomsfylking (AUF) und war später (1983–1989) auch Mitglied in deren Reichsvorstand. 1983 bis 1986 repräsentierte er die Arbeiderpartiet im Osloer Stadtrat. Von 1988 bis 1989 war er politischer Ratgeber des damaligen norwegischen Außenministers Thorvald Stoltenberg und zeitweilig auch des Energieministers Arne Øien. In der Regierung Brundtland III und der Regierung Jagland war er unter den Ministerinnen Grete Faremo, Anne Holt und Gerd-Liv Valla Staatssekretär im Justiz- und Polizeiministerium (1994–1997). Dieselbe Position nahm er erneut in der Regierung Jens Stoltenberg I (März 2000–Oktober 2001) ein.
Am 27. Mai 2011 wurde er als erster Nichtjurist zum Präsidenten des Politidirektorats (in deutschen Medien häufiger „Polizeichef“) ernannt; am 20. Juni 2011 trat er die Stellung an. Nach der scharfen Kritik am Krisenmanagement der norwegischen Polizei in Zusammenhang mit den Anschlägen in Norwegen trat er am 16. August 2012 von seinem Posten zurück. Er erklärte, dass er ohne den uneingeschränkten Rückhalt der Justizministerin (seit November 2011 wieder Grete Faremo) das Amt nicht ausüben könne. Der Bericht einer unabhängigen Untersuchungskommission war kurz zuvor zu dem Schluss gekommen, dass erhebliche Sicherheitslücken die Attentate von Oslo und Utøya begünstigt hätten und die Anschläge bei besserer Terrorvorbeugung zu verhindern gewesen wären.

### Privat
Øystein Mæland lebt offen homosexuell und ist mit dem Psychotherapeuten Rolf Nicolay Aspestrand (* 1964) verheiratet. Mæland und Aspestrand sind Eltern zweier Kinder, die von US-amerikanischen Surrogatmüttern geboren wurden. Da Norwegen die Leihmutterschaft auf seinem Staatsgebiet untersagt und lediglich im Ausland unter bestimmten Bedingungen duldet, geriet er 2011 in die Kritik von Vertretern der Kristelig Folkeparti und der rechtspopulistischen Fremskrittspartiet.
Mæland gilt als enger Freund des ehemaligen norwegischen Ministerpräsidenten und jetzigen NATO-Generalsekretärs Jens Stoltenberg. Er war 1987 Trauzeuge bei dessen Hochzeit.